# Ross McCall
Ross McCall (* 13. Januar 1976 in Port Glasgow) ist ein schottischer Schauspieler, sowie Tier- und Umweltschutz-Aktivist.

## Leben
Im Alter von 12 Jahren verkörperte der damals noch unbekannte McCall den Sänger Freddie Mercury in dem Musikvideo The Miracle (1989) der Rockband Queen. In Deutschland erlangte McCall vor allem Bekanntheit durch seine Verkörperung des jüdischen GI Cpl Joseph Liebgott in der Fernsehserie Band of Brothers – Wir waren wie Brüder. Kleinere Nebenrollen spielte er unter anderem in Ghost Whisperer – Stimmen aus dem Jenseits, CSI: NY, in Hooligans sowie die Hauptrolle in der Fortsetzung Hooligans 2.
McCall spielt in der US-amerikanischen Fernsehserie L.A. Crash die Rolle des Polizisten Kenny Battaglia in beiden Staffeln von 2008–2009. Seine deutsche Synchronstimme in dieser Serie ist Felix Spieß. McCall lieh seine Stimme unter anderem Figuren in der Originalfassung des Films Der Polarexpress und des Computerspiels Call of Duty 2. Neben der Schauspielerei schreibt er auch Drehbücher.
Von November 2007 bis Ende 2008 war McCall mit Schauspielkollegin Jennifer Love Hewitt liiert.

## Soziales Engagement
2014 nahm Ross McCall an einer Kampagne der Meeresschutzorganisation Sea Shepherd teil um das Töten von Walen auf den Färöer-Inseln zu verhindern. Im Jahr darauf kehrte McCall, erneut unter der Begleitung von Sea Shepherd, auf die Färöer-Inseln zurück, um die dortigen Treibjagden in einem Kurzfilm zu dokumentieren.
2014 nahm McCall an einer Kampagne der Tierrechtsorganisation PETA für ein Verbot von Wildtieren in Zirkussen teil. Er ließ sich dabei mit einem „Sea World Kills“ T-Shirt ablichten.
Darüber hinaus setzt sich der Schauspieler gegen die Trophäenjagd ein.
Außerdem unterstützt McCall die Performing Animal Welfare Society und die Tierschutzorganisation The Humane Society of the United States.

## Filmografie (Auswahl)
- 1992: Waterland
- 2001: Band of Brothers – Wir waren wie Brüder (Band of Brothers, Miniserie, 9 Folgen)
- 2004: Feuer – Gefangen im Inferno (Nature Unleashed: Fire)
- 2005: Hooligans (Green Street Hooligans)
- 2005: CSI: NY (Fernsehserie, 1 Folge)
- 2005: Bones – Die Knochenjägerin (Bones, Fernsehserie, 1 Folge)
- 2005: Snake Man (The Snake King)
- 2005: Submerged
- 2006: Ghost Whisperer – Stimmen aus dem Jenseits (Ghost Whisperer, Fernsehserie, 1 Folge)
- 2008–2009: L.A. Crash (Crash, Fernsehserie, 25 Folgen)
- 2009: Hooligans 2 – Stand Your Ground (Green Street 2: Stand Your Ground)
- 2010–2014: White Collar (Fernsehserie, 9 Folgen)
- 2011: Autospy
- 2011: Castle (Fernsehserie, 1 Folge)
- 2011: The Guest Room
- 2016: Lucifer (Fernsehserie, 1 Folge)
- 2016: The Grind of the Faroe Islands
- 2017: Fear the Walking Dead (Fernsehserie, Folge 3x01)
- 2020: Unser Mann in Amerika (Vores mand i Amerika)